# 엽록체

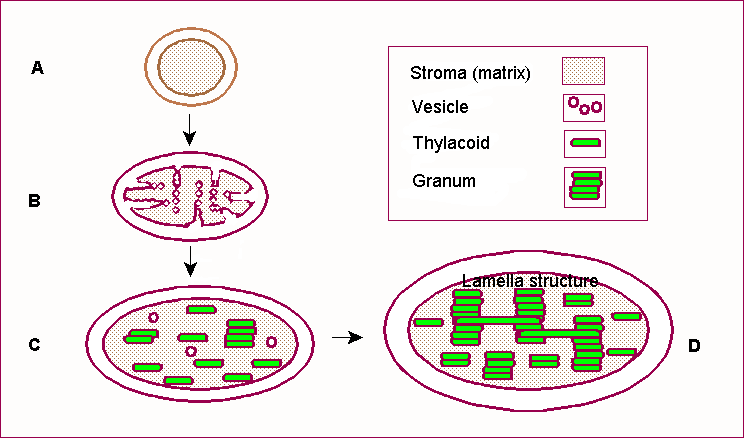
엽록체의 발달 과정

엽록체 (葉綠體, 문화어: 풀색체, 영어: chloroplast)는 진핵생물에서 광합성을 하는 세포 소기관이다.

## 일반적 특징
엽록체는 엽록소가 있어 세포를 관찰했을 때 뚜렷한 녹색이 나타나는 것을 쉽게 확인할 수 있다.
세포내 공생설에 따르면 엽록체는 미토콘드리아와 함께 대표적인 세포내 공생체이다. (독자적인 DNA와 리보솜을 가지고 있으며, 현재의 남조균류와 공통 조상을 가졌을 것으로 추측된다.)(여기서 독자적인 DNA를 가졌다는 말은 물리적 독립만을 말한다. 세포내 하나의 단백질 정보가 핵과 미토콘드리아에 분산되어있는 경우가 있기 때문이다. 따라서 미토콘드리아 내 DNA와 핵 내 DNA는 유전자적 상보성을 띈다고 할 수 있다.) 빛에너지를 이용해 포도당을 합성하는 세포내 소기관으로, 내막과 외막으로 이루어진 특징적인 내부 구조, 즉 틸라코이드(내막), 그라나(틸라코이드막이 동전처럼 쌓인 구조), 스트로마(기질)를 현미경으로 관찰할 수 있다. 독립적으로 분열하여 증식하며, 빛을 받기 전에는 엽록소를 합성하지 않아 백색(백색체)이지만 가시광선 하에서 엽록소를 합성하여 녹색을 띠게 된다. 유관속 식물의 엽록체는 비광합성 세포에서 색소체로서 존재한다. 색소체에는, 녹말체, 잡색체, 백색체 등 다양한 종류가 있지만, 모든 색소체는, 이중막으로 둘러싸여 엽록체 DNA를 가지는 것이 특징이다.

## 형태

### 외부
엽록체의 형태는 분류군에 따라 다양한데 일반적으로는 조류에서 다양성이 높다. 해초류에서 가장 유명한 것은 해캄(Spirogyra)으로 원통형의 세포내에 나선 모양으로 엽록체가 들어가 있다. 별모양, 판모양 등 여러 형태의 것이 알려져 있다.
종자 식물의 경우, 엽록체의 형태는 단순한 원반상이다. 크기는 직경 약 5μm정도, 현미경으로 보면 세포의 바깥쪽에 줄지어 보이는데 세포의 중앙부를 액포가 차지하고 있기 때문이다. 원형질 유동에 의해 이동하는 것을 볼 수 있다.

### 내부

엽록체의 내부구조
Outer membrane:외막
Intermembrane space:막 사이 공간
Inner membrane:내막
Stroma(matrix): 스트로마(기질)
Granum(pl. grana): 그라나
Thylakoid:틸라코이드
Lamella 라멜라
Lumen:틸라코이드 내강
Vesicle:소포

미토콘드리아와 같이 엽록체에서도 내막에서 생체 내 합성을 한다. 종자 식물의 엽록체에서 내막은 실질적인 광합성이 일어나며 틸라코이드라고 한다. 원반형의 틸라코이드가 겹겹이 쌓인 구조를 그라나라고 하며 틸라코이드 내부의 빈 공간을 내강(lumen)이라고 한다. 보조색소, 광합성에 관여하는 효소를 포함한 단백질은 엽록소와 함께 틸라코이드막 위에 있다. 엽록체의 엽록소는 주로 가시광선의 청색과 적색을 흡수하고 녹색을 잘 흡수하지 않아 우리 눈에 녹색으로 보이게 된다(보색효과). 세포의 수명이 다 하거나 환경이 좋지 않으면(가뭄, 저온 등) 엽록소가 파괴되면서 보조색소들(예: 크산토필, 카로테노이드)의 색이 나타나 잎이 알록달록해진다. 조류(藻類)의 경우 육상식물과는 달리 틸라코이드 수가 적고 많음에 따라 황금색, 갈색, 적색으로 색이 다르게 보이기도 한다.
스트로마에는 독자적인 엽록체 DNA(cpDNA: chlorophyll DNA)와 리보솜이 있다. 엽록체 DNA는 다양한 단백질과 함께 세포핵과 같은 모양이다. 진핵생물 DNA결합단백질인 히스티딘이나 세균의 DNA 결합 단백질로서 알려진 HU, DPS등의 단백질은 녹색 식물의 엽록체에는 존재하지 않는다. 대신에 아황산 환원 효소가 DNA 결합 단백질로서 기능하고 있다. 엽록체 DNA도 세포핵의 DNA처럼 복제, 전사, 번역과정이 일어난다.

## 기능
엽록체는 식물세포의 대사과정에 있어서 중요한 기능을 하고 있다. 광합성 외에 질소대사, 아미노산 합성, 지질 합성, 색소 합성 등을 하고 있다. 독자적인 게놈 DNA 나 리보솜을 가지고 있는데 이는 진핵 광합성생물의 공통 조상이 광합성 원핵생물을 세포내에 공생시켰던 것 때문인 것으로 여겨지고 있다.
엽록체는 태양 빛의 흡수에 의해 엽록소의 전자가 들떠서 바닥상태로 떨어질 때 나오는 에너지로 아데노신삼인산(ATP), NADP생성하여 당(糖)을 만드는 데에 사용하고 ATP, NADP생성에 쓰이지 않은 빛 에너지는 열로 방출되어 주변의 온도를 높이는 데 사용된다.

## 색소체의 기원
산소 발생 광합성 세균인 시아노박테리아의 일종이 세포내 공생을 통해 엽록체를 형성했다고 보고 있지만 실제 시아노박테리아나 그 근연종으로부터 유래했는지에 대한 확실한 증거는 없다. 광계1, 광계2가 광합성세균 헬리오박테리아(Heliobacteria)와 클로로플렉서스(Chloroflexus)로부터 유래된 것으로 계통적으로 관련이 있을 것으로 여겨지지만, 구성 단백질의 기능이 그대로 대응하지 않아 실제 식물의 광계 1, 2는 광합성 세균의 광계와는 상당히 다르고 광합성을 제외한 다른 기능의 기원은 불분명하다.
그럼에도 불구하고 엽록체는 시아노박테리아남세균 유사한 특징을 가지고 있다. 엽록체는 미토콘드리아와 같이 에너지 대사에 관련된 자체적인 DNA와 2중막(외막, 내막)구조를 가지고 있으며 내막은 구불구불 주름이 잡혀있다. 엽록체의 내막은 광합성에 관련된 단백질들로 구성되어 있는데 시아노박테리아의 세포막 또한 같은 역할을 한다. 엽록체는 태양으로부터 오는 빛에너지를 광합성과정을 통하여 ATP, NADP에 저장한다. 이와 같은 공통점 때문에 미토콘드리아가 호기성세균에서 유래된 것과 같이 엽록체 또한 시아노박테리아의 (진핵)세포내 공생으로 유래되었다고 보고 있다.
원생생물 중(heterokonts, Euglenozoa, Cercozoa) 엽록체의 막이 3-4겹으로 이루어진 무리들이 있는데, 이들은 진핵생물이 다른 진핵생물 안으로 들어가 2차 세포내 공생을 한 것으로 보인다. 2차 세포내 공생을 한 원생생물들이 또 다른 진핵생물 안에서 공생할 경우 3차 세포내공생이 이루어질 것이라고 보고 있다.
내막과 외막사이의 공간을 채우고 있는 액체를 기질(스트로마)이라고 하며 광합성세균의 세포질과 같이 원형DNA와 리보솜을 가지고 있어 자체적으로 단백질을 만들 수 있다. 그러나 광합성 세균과는 다르게 세포 내에서 보호를 받고 있는 엽록체는 필요한 단백질을 자체에서 모두 만들어 내지 못하고 필요한 단백질 중 일부를 핵의 DNA를 해독하여 만들어진 단백질에 의존한다. 이 때문에 엽록체는 조상인 시아노박테리아보다 게놈(genome)이 단순하다.
따라서 엽록체만 배양을 할 수 있는 것은 거의 없다고 할 수 있겠다. 하지만 드물게 엽록체가 세포로부터 분리되어 배양가능한 예도 있는데, 낭설목(囊舌目, Sacoglossa)의 한 종류는 보통은 치설로 갉은 해조(海藻)를 모두 소화해 버리지만, 해조의 엽록체를 자신의 세포에 포획하기도 하여 동물임에도 불구하고 광합성을 할 수 있다고 알려져 있다.